# Lewis Dunk
Lewis Carl Dunk (ur. 21 listopada 1991 w Brighton) – angielski piłkarz występujący na pozycji obrońcy w angielskim klubie Brighton & Hove Albion.